# Centre-ville de Melbourne
Le centre-ville de Melbourne (en anglais : Melbourne central business district, CBD) est le centre-ville, quartier d'affaires et principale zone urbaine de la ville de Melbourne, dans l'État de Victoria, en Australie.
Il est centré sur le Hoddle Grid (en).